# Walter Fürnrohr
Walter Fürnrohr (* 31. Dezember 1925 in Regensburg; † 3. Juli 2021) war ein deutscher Historiker und Geschichtsdidaktiker.

## Leben
Walter Fürnrohr studierte Geschichte, Geografie und Germanistik an der Universität Erlangen-Nürnberg. 1949 schloss er sein Studium mit dem 1. Staatsexamen ab. Nach dem 2. Staatsexamen war er zwischen 1950 und 1963 an verschiedenen Gymnasien tätig. Ebenfalls an der Universität Erlangen-Nürnberg wurde Fürnrohr mit seiner Dissertation zum Thema „Das Patriziat der Freien Reichsstadt Regensburg zur Zeit des Immerwährenden Reichstags“ promoviert. Im Anschluss daran dozierte er an der Pädagogischen Hochschule in München-Pasing, welche heute zur Ludwig-Maximilians-Universität München gehört. 1971 erhielt er einen Ruf für den Lehrstuhl Didaktik der Geschichte an die Universität Erlangen-Nürnberg.
Zwischen 1973 und 1975 war Fürnrohr Verbandsvorsitzender der Konferenz für Geschichtsdidaktik, deren Gründung auf eine Initiative Fürnrohrs zurückgeht. In der Akademie für Politische Bildung Tutzing realisierte er ab 1976 internationale Kolloquien über Fragen der Geschichtsdidaktik. Innerhalb dieses Rahmens kam es zur Gründung der Internationalen Gesellschaft für Geschichtsdidaktik. Ihren Vorsitz übernahm Fürnrohr zwischen 1980 und 1990.
1994 wurde Fürnrohr emeritiert. Jedoch hielt er bis zum Jahr 2001 weiterhin einige Lehrveranstaltungen. In Gauting, seinem Wohnsitz, hat er derweil eine Arbeitsgruppe für Zeitgeschichte etabliert.

## Schriften (in Auswahl)
Monografien
- Kurbaierns Gesandte auf dem Immerwährenden Reichstag – Zur baierischen Aussenpolitik 1663–1806, Göttingen, Vandenhoeck und Ruprecht Verlag, 1971, ISBN 3-525-85256-8
- Ansätze einer problemorientierten Geschichtsdidaktik. Eine Einführung, Bamberg, Buchner, 1978, ISBN 3-7661-4560-6
- Der immerwährende Reichstag zu Regensburg. Das Parlament des alten Reiches. Zur 300-Jahrfeier seiner Eröffnung 1663, Regensburg/Kallmünz, Laßleben, 1987, ISBN 3-7847-1107-3
- Walter Fürnrohr/Felix Muschialik: Überleben und Neubeginn. DP-Hospital Gauting ab 1945, München, Kirchheim, 2005, ISBN 3-87410-102-9

Herausgeberschaften
- Walter Fürnrohr/Johannes Timmermann/Karl Filser/Harald Popp, Geschichtsdidaktisches Studium in der Universität, München, Strumberger, 1972, ISBN 3-921193-00-1
- 1. Beiträge zur Neugestaltung von Unterricht und Studium. Tagung der Fachgruppe Geschichte in der Hochschulkonferenz für Erziehungswissenschaften und Fachdidaktik, 2. – 4. Oktober 1973 in Göttingen, München, Strumberger, 1974, ISBN 3-921193-11-7
- Ansätze empirischer Forschung im Bereich der Geschichtsdidaktik. Tagung der Konferenz für Geschichtsdidaktik vom 1. – 3. Oktober 1975 in Nürnberg, Stuttgart, Klett, 1976, ISBN 3-12-927540-1
- Geschichtsdidaktik im internationalen Vergleich. Geschichtsunterricht und Geschichtslehrerausbildung. Versuch einer Bestandsaufnahme, Stuttgart, Klett, 1979, ISBN 3-12-920211-0
- Geschichtsbewusstsein und Universalgeschichte. Das Zeitalter der Entdeckungen und Eroberungen in Geschichtsschreibung, Unterricht und Öffentlichkeit (Ergebnisse der Sektion der Internationalen Gesellschaft für Geschichtsdidaktik auf dem 17. Internationalen Kongress der Geschichtswissenschaften 1990 in Madrid), Frankfurt/Main, Diesterweg, 1992, ISBN 3-88304-273-0

Zeitschriftenartikel
- Das Patriziat der Freien Reichsstadt Regensburg zur Zeit des immerwährenden Reichstags. Eine sozialgeschichtliche Studie über das Bürgertum der Barockzeit, in: VHVO 93 (1952), S. 153–308.
- Walter Fürnrohr/Peter Stumpf: Ein Unterrichtsprojekt mit entdeckendem Lernen in der Hauptschule. Die Revolution 1848/49 in Nürnberg, Nürnberg, Pädagogisches Institut der Stadt Nürnberg, in: GWU 27, 1976, S. 409–419.

## Einzelbelege
1. ↑  Süddeutsche Zeitung vom 9. Juli 2021: Nachruf Walter Fürnrohr gestorben, abgerufen am 10. Juli 2021

| Personendaten    | Personendaten                                 |
| ---------------- | --------------------------------------------- |
| NAME             | Fürnrohr, Walter                              |
| KURZBESCHREIBUNG | deutscher Historiker und Geschichtsdidaktiker |
| GEBURTSDATUM     | 31. Dezember 1925                             |
| GEBURTSORT       | Regensburg                                    |
| STERBEDATUM      | 3. Juli 2021                                  |